# Vlag van Hotton
De vlag van Hotton is op 3 oktober 1991 bij raadsbesluit vastgesteld als de vlag van de gemeente Hotton in de Belgische provincie Luxemburg. De vlag kan als volgt worden beschreven:
Vijf horizontale banen van groen en wit in de verhouding 2:1:2:1:2.
De vlag werd pas op 18 december 1991 bevestigd door de Franse Gemeenschapsregering. De vlag is een vereenvoudiging van het gemeentewapen.
De gemeente Izegem is een stedenband met Hotton. Op het stadhuis van Izegem toont een vlag als wapenbanier.

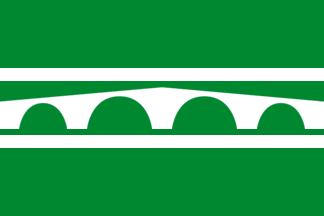
Vlag gebruikt op het stadhuis van Izegem